# 1081 هـ
1081 هـ هي سنة في التقويم الهجري امتدت مقابلةً في التقويم الميلادي بين سنتي 1670 و1671.

## أحداث
- السلطان الرشيد بن الشريف يشن حملة على الإمارة السملالية ويهدم إيليغ ويضم بلاد السوس للدولة العلوية.

## مواليد
- محمد زيتونة

## وفيات
- ابن النقيب
- خير الدين الرملي